# Parafia Wniebowzięcia Najświętszej Maryi Panny w Hucisku
Parafia Wniebowzięcia Najświętszej Maryi Panny w Hucisku – parafia Kościoła Polskokatolickiego w RP, położona w dekanacie świętokrzyskim (kieleckim) diecezji krakowsko-częstochowskiej.
Parafia Wniebowzięcia Najświętszej Maryi Panny w Hucisku została założona w 1936, wtedy to część parafian związana była z lokalnym ruchem ludowym. Konflikt parafian z miejscowym proboszczem powstały na tle opłat za posługi duszpasterskie i niechęć księdza do organizacji ludowych, był powodem wyodrębnienia się niezależnej placówki parafialnej. Placówka ta, okresowo nie obsadzana, przechodziła różne koleje losu m.in. powróciła na łono Kościoła rzymskokatolickiego, następnie wróciła do Kościoła Polskokatolickiego. W 1952 liczyła 100 wyznawców, a dziesięć lat później ok. 300 wyznawców – w 90% pochodzenia robotniczego.
Parafia bierze aktywny udział w życiu ekumenicznym, odbywają się tutaj nabożeństwa Tygodnia Modlitw o Jedność Chrześcijan (Kielce).
Parafia ta działa również jako organizacja pozarządowa działająca w obszarze pomocy społecznej. W 2006 zwyciężyła w projekcie Nasza wieś, naszą szansą – 2006 wspieranym przez Fundację Wspomagania Wsi i otrzymała środki na stworzenie Lokalnego Punktu Dostępu do Internetu wyposażonego w sześć stanowisk komputerowych. Punkt zlokalizowany został w wydzielonym pomieszczeniu przy parafialnej świetlicy środowiskowej „Zapiecek”.